# Alpha Circini
α Circini ist mit einer scheinbaren Helligkeit von +3,19 mag der hellste Stern im Sternbild Zirkel. Er befindet sich in einer Entfernung von 54 Lichtjahren und ist ein schnell rotierender Ap-Stern (roAp).